# Pendria margaritacea
Pendria margaritacea är en fjärilsart som beskrevs av Pieter Cornelius Tobias Snellen 1886. Pendria margaritacea ingår i släktet Pendria och familjen tofsspinnare. Inga underarter finns listade i Catalogue of Life.